# Macrocoma bequaerti
Macrocoma bequaerti é uma espécie de escaravelho de folha da República Democrática do Congo. Seja primeiro descrito pelo belga entomologist Louis Jules Léon Burgeon, nl em 1940.